# Knutsholstinden
Knutsholstinden, parfois appelé Store Knutsholstinden est un sommet situé dans le massif des Alpes de Gjende, dans le Jotunheimen, en Norvège. C'est le treizième plus haut sommet du pays et de Scandinavie, culminant à 2 342 m d'altitude. C'est le point culminant d'une arête séparant la vallée de Svartdalen à l'ouest du glacier de Knutsholet à l'est.
Le sommet était considéré comme très difficile et a été gravi pour la première fois en 1875 par Johannes Heftye, Gullik Gulliksen Lid et Knut Lykken. Ceci créa une compétition avec William Cecil Slingsby qui gravit l'année suivante Storen, un autre sommet de Jotunheimen considéré comme imprenable. Johannes Heftye entreprit sa propre ascension de Storen pour montrer qu'elle est considérablement plus facile que celle de Knutsholstinden, suivant la voie que l'on appelle maintenant la voie de Heftye. Pour contrer ceci, William Cecil Slingsby accomplit sa propre ascension de Knutsholstinden en 1880, empruntant une voie nettement plus facile que celle de Johannes, grâce aux conseils de l'alpiniste locale Marie Sønstenes.